# Камерік-Мейзейде
Камерік-Мейзейде (нід. Kamerik-Mijzijde) — селище в нідерландській провінції Утрехт. Входить до муніципалітету Вурден.
Перша згадка про населений пункт датується 1427 роком.
До 1857 року мало статус окремого муніципалітету.

## Галерея

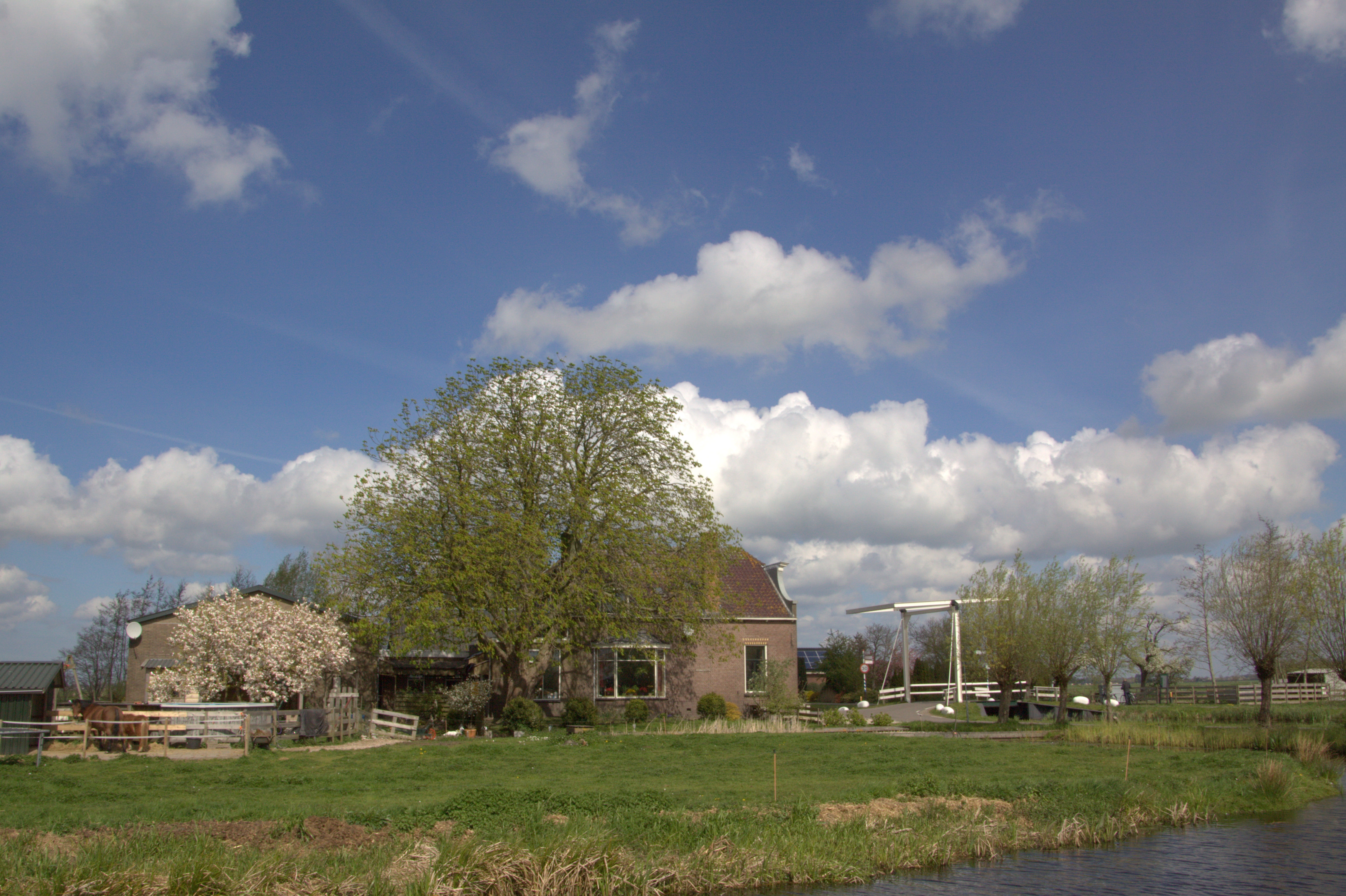
Міст у селищі
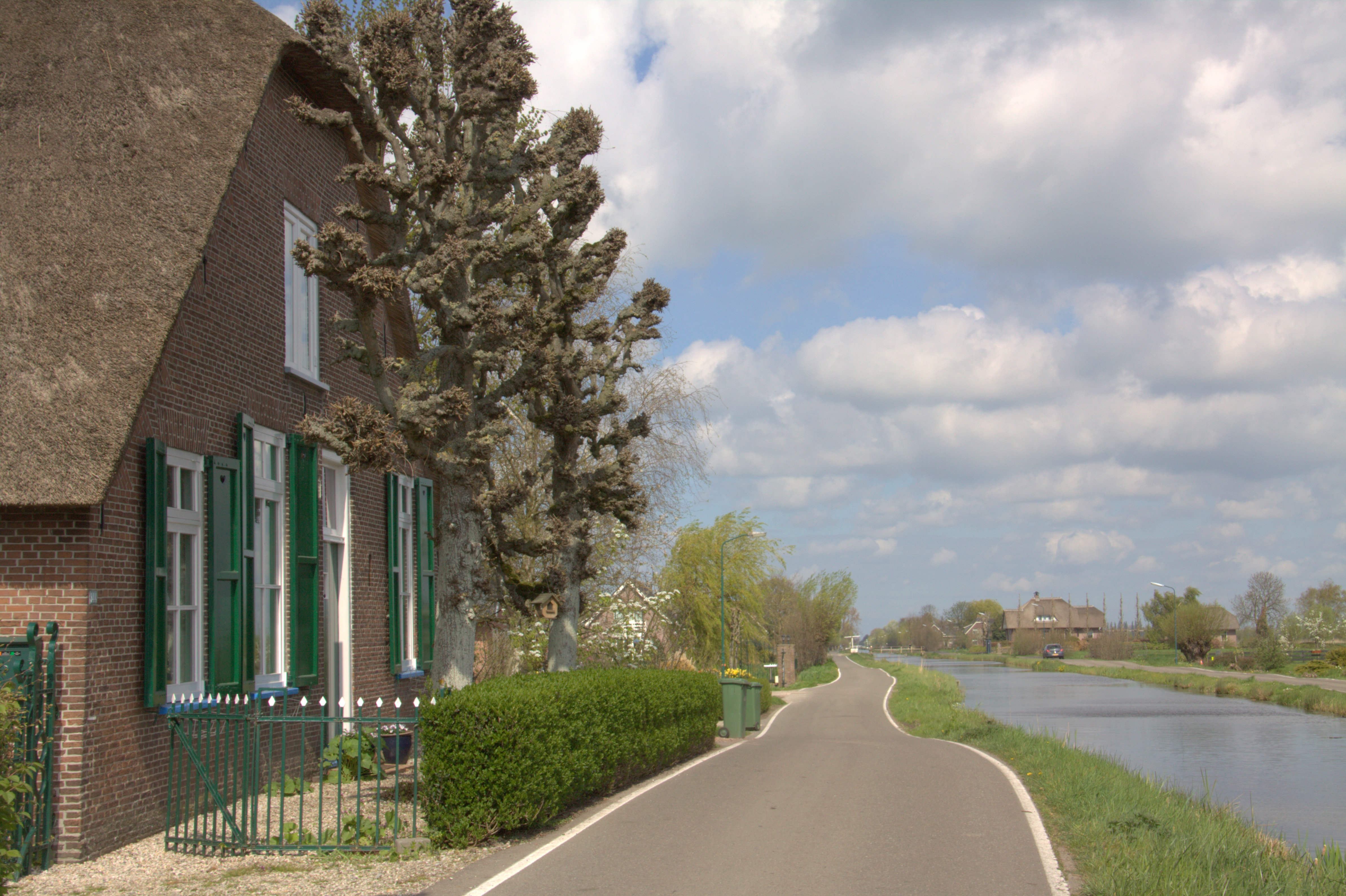
Вулиця селища